# Институциональный изоморфизм
Это понятие предложено американскими неоинституционалистами . Оно означает схожесть социальных институтов или структурную эквивалентность институциональных элементов, занимающих «схожие позиции в социальной структуре». Они «схожи в той степени, в какой обладают схожим паттерном отношений с теми, кто занимает другие позиции» . Исследователи выделяют адаптивный, структурный и миметический институциональные изоморфизмы.

Институциона́льный изоморфи́зм — это важное следствие институциональных процессов, означающее социальную схожесть относительно независимых институциональных форм вне зависимости от исторической, культурной или географической специфики. Например, институты этничности одной этногруппы похожи на институты этничности другой группы гораздо больше, чем на институты управления. Изоморфность существует, даже если другая этническая группа проживает на противоположном материке с другими культурными, географическими и политическими характеристиками, а институты управления применяются в том же социальном пространстве, в котором действует этнос.